# 20896 Tiphene
20896 Tiphene (tên chỉ định: 2000 WW141) là một tiểu hành tinh vành đai chính. Nó được khám phá thông qua Chương trình nghiên cứu đối tượng gần Trái Đất của đài thiên văn Lowell ở Anderson Mesa Station ở Coconino County, Arizona, ngày 20 tháng 11 năm 2000. Nó được đặt theo tên Didier Tiphene, an administrative official ở Đài thiên văn Paris.